# MAN SD 200
MAN SD 200 – to piętrowy autobus miejski, produkowany w latach 1973-1986 przez niemiecką firmę MAN i Waggon Union.

## Historia modelu

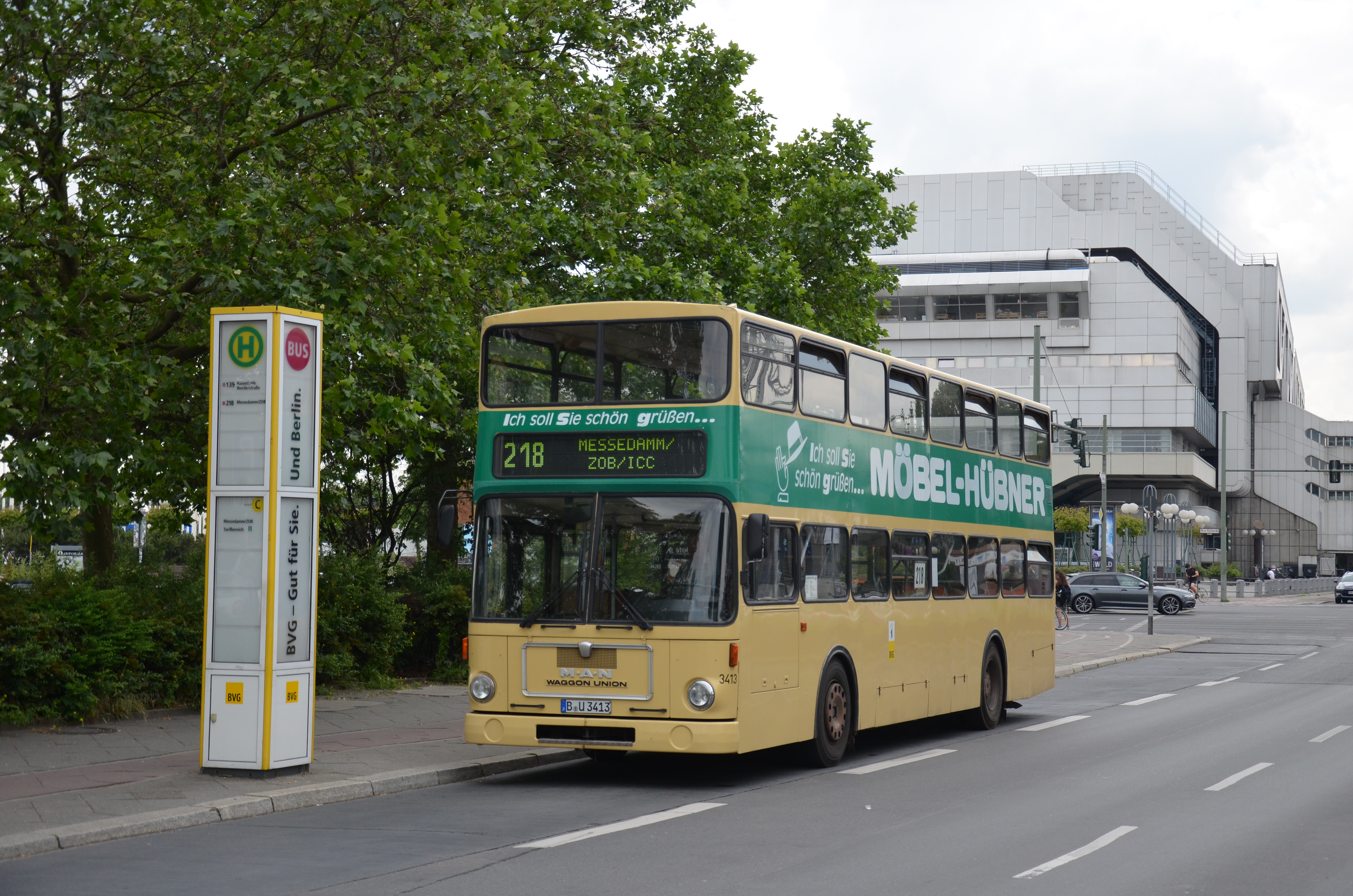
MAN SD200

Podwozia wykonywała firma MAN, a nadwozia m.in. firma Waggon Union w Berlinie.
MAN-y typu SD 200 były od połowy lat 70. do końca lat 80. najpopularniejszymi autobusami w Berlinie Zachodnim. W RFN raczej nie można było ich spotkać, z wyjątkiem np. Lubeki. Większość była eksploatowana przez zachodnioberlińskie przedsiębiorstwo BVG Berlin, które użytkowało ich łącznie 956 sztuk.
Model piętrowy oparto na elementach standardowego autobusu miejskiego SL 200 - ale technicznie jest to inna konstrukcja.